# Huszejn jordán király
Huszejn bin Talal (arabul: الحسين بن طلال; Ammán. 1935. november 14. – Ammán, 1999. február 7.) 1952 és 1999 között Jordánia királya.

## Élete
Huszejn Talal és Zein al-Sharaf fiaként, valamint Abdallah ibn Hussain unokájaként, a mekkai Huszejn Sarif fiaként született. A marokkói H. Haszan király mellett az arab világban egyike volt annak a két uralkodónak, akiket Mohamed próféta közvetlen leszármazottainak tekintettek. Iskoláit az alexandriai Victoria College-ban végezte. 1951-től a Sandhursti Királyi Katonai Akadémiára járt az Angliában. 1951. július 20-án jeruzsálemi látogatása során szemtanúja volt, ahogy nagyapját, Abdallah királyt agyonlőtte egy arab bérgyilkos az al-Aksza-mecset előtt. Huszejnt is majdnem lelőtték. A felbujtók valószínűleg attól tartottak, hogy a király békét akar teremteni az arabok és Izrael között. Talal Abdallah utódja lett, miután őt 1952. augusztus 11-én egy gyógyíthatatlan idegbetegség miatt deportálták. A mindössze tizenhat éves Huszejnt ugyanazon a napon kiáltották ki új királlyá, de nagyapja január 2-án bekövetkezett haláláig Sandhurstben maradt. 1953 májusában lépett trónra.
Huszejn király mérsékelt nyugatbarát politikát folytatott, miután 1957-ben lemondásra kényszerítette a baloldali nacionalista reformkormányt, amelyet Sulaimān an-Nābulusī vezetett. Egész hivatali idejét beárnyékolta az arab–izraeli konfliktus. Huszejn király diszkrét, de szoros együttműködést folytatott Izraellel. Bár a két állam hivatalosan ellenség volt alapításuk óta, Huszejn 1963-tól rendszeresen találkozott titkos megbeszélésekre izraeli kormánypolitikusokkal. Az 1960-as évek közepe óta az Izraellel fennálló feszültségek fokozódtak a Jordán folyó vizének Izrael általi felhasználása és Jordánia által a PFSZ-nek nyújtott támogatás miatt.
A hatnapos háborúban, 1967 júliusában Izrael elfoglalta Jeruzsálem óvárosát és Ciszjordániát Jordániától. A jelenleg Izrael által megszállt területekről nagyszámú palesztin menekült Jordániába, és a PFSZ az ország belpolitikájának jelentős tényezőjévé vált, egyre inkább veszélyeztetve a király hatalmát. Mivel Huszejnről azt állították, hogy a hetvenes évekig pénzügyi támogatást kapott a CIA-tól, népszerűtlen volt, és sok palesztin gyűlölte Jordániában. A PSZF egyike volt annak a számos gerillacsoportnak, amelyek párhuzamos palesztin társadalmat próbáltak építeni Jordániában az 1960-as években, és elítélték a király nyugati orientációját. 1970. szeptember 1-jén a marxista-leninista Demokratikus Front Palesztina Felszabadításáért merényletet követett el a király ellen. A sikertelen támadás közvetlen eredménye a „fekete szeptember”, az 1970–71-es jordán–palesztin polgárháború volt. Huszejn a beduinok segítségével felszámolta a palesztin milícia szervezeteit Jordániában, amelyek egyre inkább fenyegették hatalmát az államban. 1971-ben Ali Hassan Salameh parancsára megölték Wasfi al-Tall jordán miniszterelnököt.
1973. szeptember végén titokban Izraelbe utazott, és figyelmeztette Golda Meirt Egyiptom és Szíria terveire a közelgő jom kippuri háborúval kapcsolatban. 1974-ben Huszejn elismerte a PFSZ-t, és 1988-ban Jordániának a Ciszjordániával szembeni összes követeléséről lemondott. 47 éves uralkodása alatt Huszejn, akinek cserkesz testőre volt, több  mint 30 merényletet élt túl, és több összeesküvést és puccskísérletet is el tudott hárítani.
A második öbölháború (1990–1991), Kuvait Irak általi megszállása és az azt követő, Egyesült Államok vezette szövetséges csapatok Kuvait felszabadítására irányuló támadása során Jordánia kiterjedt politikai elszigeteltségbe esett, mivel Huszejn közvetíteni akart a szövetségesek és Irak között. A helyzet csak akkor kezdett enyhülni, amikor 1994-ben megkötötték az izraeli–jordániai békeszerződést. 1991-ben a párok jóváhagyásával megkezdődött az ország demokratizálódása.

A jeruzsálemi Herzl-hegyen 1995-ben meggyilkolt Jichák Rabin izraeli miniszterelnök emlékműsora alkalmából Huszejn király először tette lábát jeruzsálemi földre nagyapja meggyilkolása óta. A temetési szertartáson elmondott személyes beszédében ezt mondta:

„Nővérem, Leah Rabin Asszony, Barátaim! Nem hittem volna, hogy egyszer eljön a pillanat, hogy gyászolnám egy testvérem, egy kollégám és egy barátom elvesztését – egy férfit és egy katonát, akit úgy tiszteltünk, mint ő tisztelt minket. Katonaként éltél, és a béke katonájaként haltál meg, és úgy gondolom, itt az ideje, hogy mindannyiunknak egyértelmű állást foglaljunk itt és most, és az elkövetkező években. […] Reméljük és imádkozzunk, hogy közös Isten adjon mindannyiunknak – tevékenységi körünknek megfelelően – erőt, hogy mindent megtegyünk annak érdekében, hogy megvalósítsuk a jobb jövőt, amelyet Jichák Rabin oly elszántan és bátran épített […].”

Huszejn 1999. február 7-én non-Hodgkin limfómában halt meg. Halála előtt nem sokkal megváltoztatta végrendeletét, így nem bátyja, Hassan ibn Talal, hanem fia, Abdullah lett az utódja. Huszejn jelentőségét és elismertségét a közel-keleti béke megteremtésére irányuló hosszú távú erőfeszítéseiért hangsúlyozta, hogy az eseményen 17 uralkodó államfő, különböző monarchiák képviselői és korábbi politikai tárgyalópartnerei jelen voltak, köztük Gerald Ford, Jimmy Cartery és George H. W. Bush egykori amerikai elnökök, temetési szertartása alkalmából Izrael Állam is félárbócra eresztette zászlóit.

## Feleségei és utódai
- Scharifa Dina bint Abd al-Hamid (1929–2019) (házasságkötés: 1955. április 19., válás: 1957)
  - Alia hercegnő (született 1956-ban)
- Antoinette Avril Gardiner, később Muna al-Hussein (* 1941, házasságkötés: 1961. május 25., válás: 1972. december 21.)
  - Abdullah (* 1962), Huszejn utódja
  - Faisal (* 1963)
  - Aisha (* 1968)
  - Zain (* 1968)
- Alia Baha' ad-Din Tuqan (1948–1977) (házasságkötése: 1972. december 24. helikopterbalesetben 1977. február 9-én életét vesztette)
  - Haya (* 1974)
  - Ali (*1975)
  - Abir (* 1972, elfogadva 1976)
- Lisa Najeeb Halaby, úgynevezett Noor al-Hussein „Huszejn fénye” (* 1951, házasságkötése: 1978. június 15.) 
  - Hamzah (* 1980)
  - Hashim (* 1981)
  - Iman (* 1983)
  - Raiyah (* 1986)

## Publikációi
- Veszélyes életem. Paul List Verlag, München, 1962
- Háborúm Izraellel. A felvételt Vick Vance és Pierre Lauer készítette. Verlag Fritz Molden, Bécs/München/Zürich, 1969

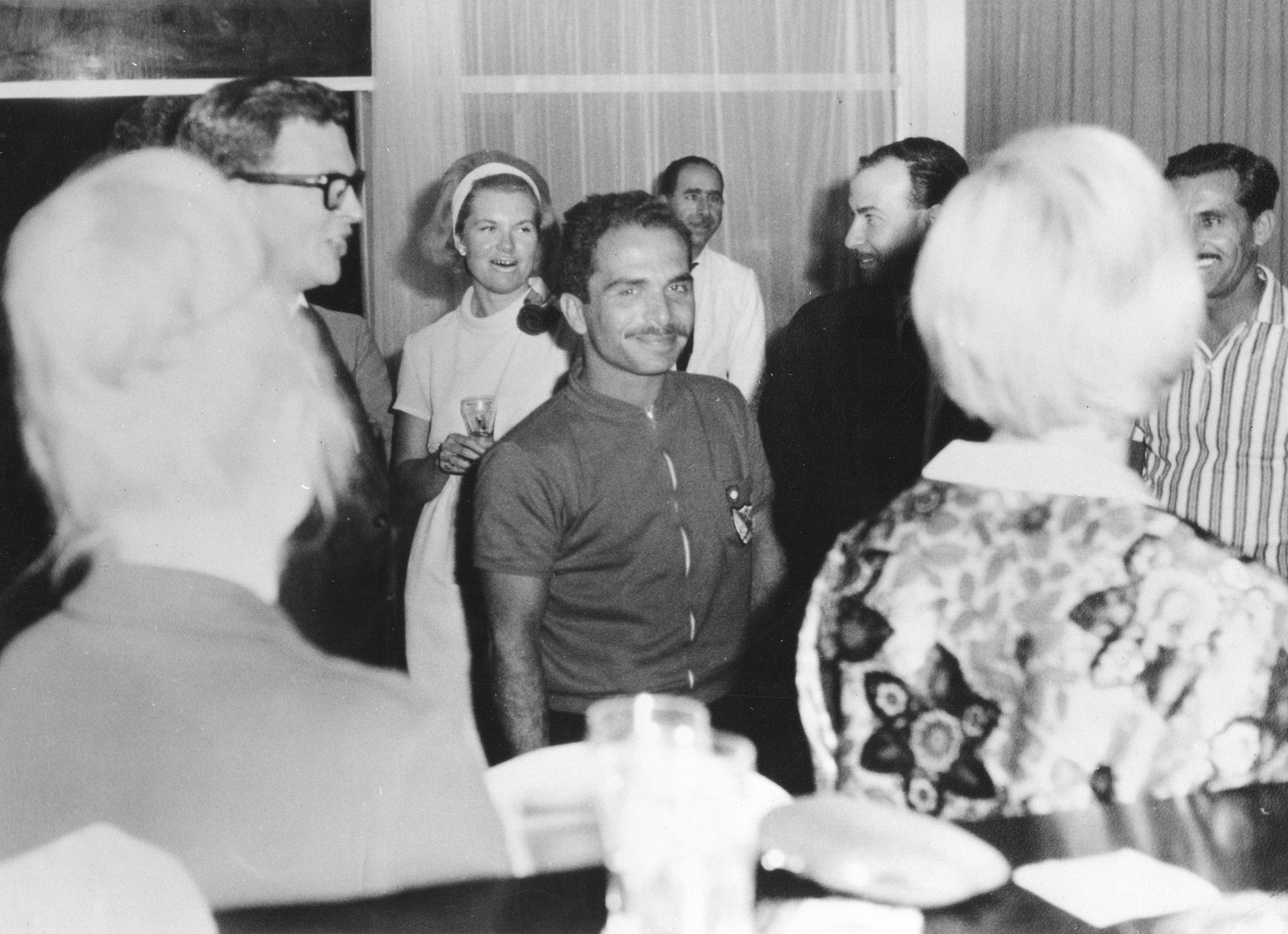
Fogadása Akabában 1964. november 14-én 29. születésnapja alkalmából
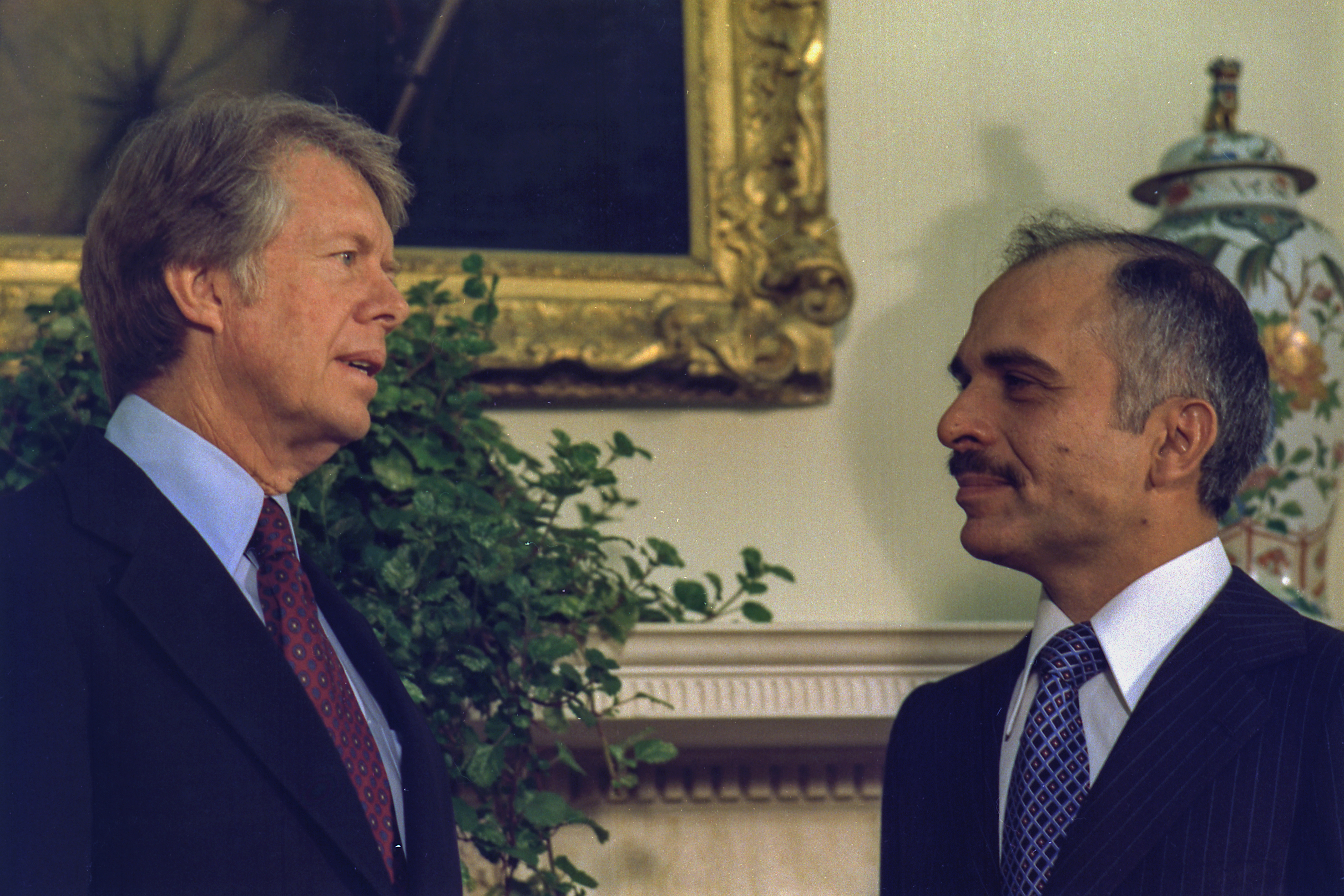
Jimmy Carter amerikai elnökkel 1977. április 25-én a Fehér Házban
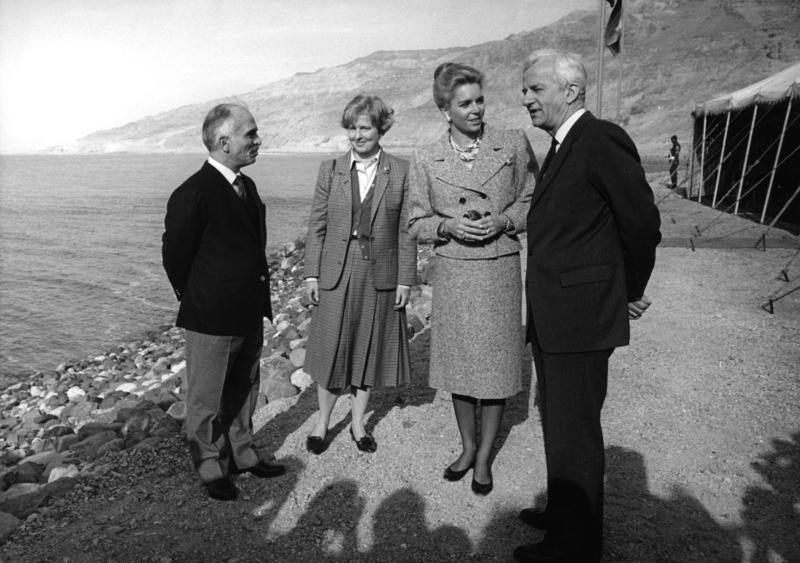
Látogatása Németországban, 1985 (balról jobbra) Huszejn király, Marianne von Weizsäcker, Nūr királynő, Richard von Weizsäcker német szövetségi elnök
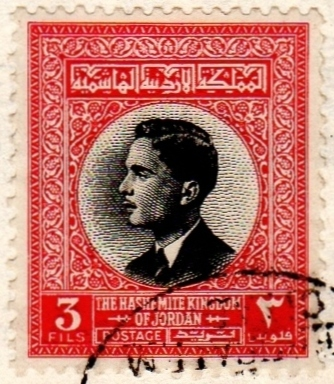
Postabélyegen, 1959

## Fordítás
- Ez a szócikk részben vagy egészben  a   Hussein I. (Jordanien) című német Wikipédia-szócikk ezen változatának fordításán alapul.  Az eredeti cikk szerkesztőit annak laptörténete sorolja fel. Ez a jelzés csupán a megfogalmazás eredetét és a szerzői jogokat jelzi, nem szolgál a cikkben szereplő információk forrásmegjelöléseként.